# 후쿠라 (미나미아와지시)
후쿠라(일본어: 福良)는 일본 효고현 미나미아와지시의 조초이다, 과거에 존재했던 미하라군 후쿠라정(福良町)에 해당한다.
지번 구역으로 기노, 기노토, 히노에로 나뉘어져 있으며, 우편번호는 656-0501(후쿠라 기노), 656-0502(후쿠라 기노토), 656-0503(후쿠라 히노에)으로 나뉘어져 있다.
1. ↑  “지역-행정구역별 인구 가구수(2023년도)” (XLSX). 미나미아와지시. 2024년 3월 23일에 확인함. 미나미아와지시의 인구와 세대수 다음 글자 무시됨: ‘和書’ (도움말)